# NGC 7685
NGC 7685 ist eine Balken-Spiralgalaxie vom Hubble-Typ SBc im Sternbild Fische auf der Ekliptik. Sie ist schätzungsweise 258 Millionen Lichtjahre von der Milchstraße entfernt und hat einen Durchmesser von etwa 140.000 Lichtjahren. 

Im selben Himmelsareal befinden sich unter anderem die Galaxien NGC 7679, NGC 7682, NGC 7687, IC 1500.
Das Objekt wurde am 30. August 1785 von Wilhelm Herschel entdeckt.